# Toxoptera aurantii
Toxoptera aurantii o afide nerastro/nero è una specie della famiglia Homopterae esternorrinco Aphididae. È l'afide è più comune del cacao; in condizioni sperimentali sono state scoperte in grado di produrre una generazione ogni 7,76 giorni a 28-30 °C. Le colonie contano solitamente meno di 1 000 individui e, anche se l'afide ha un alto potenziale riproduttivo, ha una densità ottimale di fino a 20 soggetti / 3,14 centimetri ². Essa colpisce circa 120 specie di piante di molte famiglie. Attacca le foglie tanto nell'infiorescenze quanto nei nodi di crescita in varie parti del ciclo. La sua distribuzione si estende oltre i tropici raggiungendo Cina, Russia, Nord Africa, Europa Sud orientale e regioni sia del Nord America che del Sud America, ma nelle regioni tropicali non colpisce molte piante. Toxoptera aurantii provoca molti danni a foglie e frutta e pertanto copiose perdite economiche in paesi tropicali e subtropicali.
- Ospiti primari: Camellia sinensis, Citrus, Coffea, Mangifera indica, Theobroma cacao.
- Ospiti secondari: Annona, Camellia, Cinchona, Ficus, Gardenia, Magnolia.

Toxoptera aurantii è un animale polifago che emette un suono caratteristico (stridulazione). Può agire come un vettore di virus (tristeza) negli agrumi e in altre piante. Vive in colonie sulla pagina inferiore delle foglie e dei giovani germogli. Le foglie si deformano e arrotolano e le infiorescenze si attorcigliano e distorcono. Possiamo distinguere:

## Femmine attere vivipari
Corpo ovale 1,1-2,0 mm nero, rosso o marrone. La testa è nera, l'addome più chiaro, il rostro è nascosto dietro il centro del coxa, spicole nella tibie che sono di colore grigiastro, e piastra anale e genitali sono neri, fronte leggermente convessa, antenne sovrapposte (0,78 x corpo) lunghezza in proporzione segmenti I-VI, 21, 19, 100, 85, 75, 31+128.

## Femmine alate vivipari
Corpo ovale; testa 1,1-1,8 mm nero o marrone e torace nero. Rapporto di lunghezza dei segmenti di I-VI, 23, 21, 100, 81, 73, 27, 124 0.83x antenne corpo. La nervatura mediana dell'ala si biforca una sola volta.
Studi sulla biologia di T. aurantii nel cacao in Ghana, ha dimostrato che le popolazioni erano solo le femmine che hanno avuto un partenogenetica e riproduzione vivipara. Sono limitata alla superficie fogliare e presentano uno sviluppo ottimale a 22 °C. La comparsa di individui alati è dovuta alla massa e l'età della foglia.

## Lotta
Gli infestanti vivono in colonie dense sulle foglie o germogli giovani nel campo possono esservi individui privi di ali, di forma ovale, lucido, rosso o nerastro; gli alati hanno un addome nero e marrone tra, presentata in ala anteriore pterostigma nera e di solito ramificati una volta, il che è insolito negli Aphidinae.

### Lotta biologica
I numerosi antagonisti naturali sarebbero più efficaci e di solito sono sufficienti a contenerne la diffusione:

#### Parassiti
- Aphelinus Chaonia, ninfe e adulti in Cina e in Italia.
- Aphidius colemani, ninfe e adulti in Australia, Tonga, Perù, Israele, Libano.
- Aphidius matricariae
- Aphidius picipes
- Diaeretiella Rapae
- Ephedrus persicae
- Lipolexis gracilis
- Lipolexis scutellaris
- Lysiphlebus confusus
- Lysiphlebus fabarum, ninfe e adulti: Georgia, Libano ei paesi mediterranei europei.
- Testaceipes Lysiphlebus, ninfe e adulti negli Stati Uniti, Cile, Cuba, Perù ed è stato introdotto in Europa i paesi del Mediterraneo. È il migliore.
- Praon volucre, ninfe e adulti in Libano.
- Psyllaephagus pulvinatus
- Trioxys Angelicae
- Trioxys indicus

#### Predatori
- Adalia bipunctata
- Alobaccha nubilipennis
- Anelosimus Studiosus
- Betasyrphus serarius
- Chrysoperla carnea, ninfe e adulti in Cina e nei paesi europei del Mediterraneo.
- Coccinella septempunctata
- Coccinella transversoguttata
- Dideopsis aegrota
- Episyrphus balteatus
- Ippodamia variegata
- Hyperaspis senegalensis
- Ischiodon scutellaris
- Mallada boninensis
- Paragus tibiale
- Pharoscymnus madagassus
- Scaeva pyrastri
- Chrysoperla carnea, ninfe e adulti in Cina e nei paesi europei del Mediterraneo.
- Coccinella septempunctata
- Coccinella transversoguttata
- Dideopsis aegrota
- Episyrphus balteatus
- Ippodamia variegata
- Hyperaspis senegalensis
- Ischiodon scutellaris
- Mallada boninensis
- Paragus tibiale
- Pharoscymnus madagassus
- Scaeva pyrastri

#### Patogeni
- Entomophthora bresenii
- Entomophthora gracilis

### Lotta chimica
Non appena la soglia di tolleranza (25%) del parassita viene superata, si deve iniziare il trattamento: più comunemente spruzzato con paration-metile su giovani germogli, a volte in alte concentrazioni, sembra che nell'emisfero settentrionale l'ultima settimana di maggio e le due all'inizio di giugno siano le più adeguate. Per contrastarlo sono disponibili numerosi principi attivi; nella provincia di Castellón sono stati testati acefato, dimetoato, ethiofencarb, fosfamidone, lindano, menazon, ossidemeton-metile e pirimicarb con buoni risultati.